# موتور مراد نارویی
موتور مراد نارویی یک منطقهٔ مسکونی در ایران است که در دهستان جلگه چاه هاشم واقع شده‌است. موتور مراد نارویی ۳۹ نفر جمعیت دارد.